# SS Vedic
El SS Vedic fue un barco de carga y pasajeros inglés, equipado únicamente con camarotes de tercera clase, que fue construido en 1918 en el astillero Harland and Wolff, y operado por la empresa naviera White Star Line. Fue el primer barco de la compañía propulsado exclusivamente por turbinas.

## Carrera
Después de su terminación el 10 de julio de 1918, fue requisado como barco para el transporte de tropas para actuar en la Primera Guerra Mundial, y fue totalmente reequipado.
El 19 de septiembre de 1919, mientras regresaban las tropas británicas a casa desde Rusia, El Vedic encalló cerca de North Ronaldsay en las Islas Orkney, Escocia. El Vedic fue ayudado a regresar a aguas profundas por buques de guerra y remolcadores.
Después de la guerra, desde 1920 hasta 1925, el Vedic operó como un barco de pasajeros, navegando desde Liverpool hacia Australia transportando inmigrantes.
En 1934, la White Star Line se fusionó con su principal compañía rival, la Cunard Line, formando la Cunard White Star Ltd. La empresa recién formada decidió retirarlo del servicio, debido a su antigüedad y estado. Fue uno de los primeros barcos que la nueva empresa envió al desguace. El Vedic fue desmantelado en el puerto escocés de Rosyth.